# Violet Tengberg
Violet Berta Tengberg, född Englund 21 februari 1920 i Munktorp, Västmanlands län, död 22 april 2014 i Göteborg, var en svensk målare, tecknare, mystiker och grafiker.
Hon var dotter till byggmästaren Karl-August Englund och Gerda Larsson och från 1944 gift med bokhandlaren Johan Tengberg. Hon studerade vid Hovedskous målarskola och Valands målarskola 1958–1963 samt under studieresor till bland annat England, USA och Frankrike. Hon tilldelades Göteborgs stads kulturstipendium 1966. Separat ställde hon bland annat ut på Galleri Prisma i Stockholm, Lorensbergs konstsalong och Drain Galleries i London. Tillsammans med Raili Oskanen ställde hon ut i Helsingfors 1966 och hon medverkade i samlingsutställningar arrangerade av Borås och Sjuhäradsbygdens konstförening. Hennes konst består av figurer, porträtt och stilleben utförda som målningar samt litografier och torrnålsradering. Tengberg är representerad vid Göteborgs konstmuseum, Nationalmuseum, Moderna museet, Kalmar konstmuseum och Göteborgs kommun.